# Slave of Desire
Slave of Desire è un film muto del 1923 diretto da George D. Baker. La sceneggiatura si basa su La pelle di zigrino, romanzo di Honoré de Balzac del 1831.

## Produzione
Il film - con il titolo di lavorazione The Magic Skin - fu prodotto dalla Goldwyn Pictures Corporation.

## Distribuzione
Il copyright del film, richiesto dalla Goldwyn Pictures, fu registrato il 14 ottobre 1923 con il numero LP19511.
Distribuito dalla Goldwyn-Cosmopolitan Distributing Corporation e presentato da Gilbert E. Gable, il film uscì nelle sale cinematografiche statunitensi il 4 ottobre 1923.
Copia completa della pellicola si trova conservata negli archivi della Cinémathèque française di Parigi.